# Piano (Italië)
Piano is een plaats (frazione) in de Italiaanse gemeente Commezzadura met 274 inwoners.